# 富士山レーダー

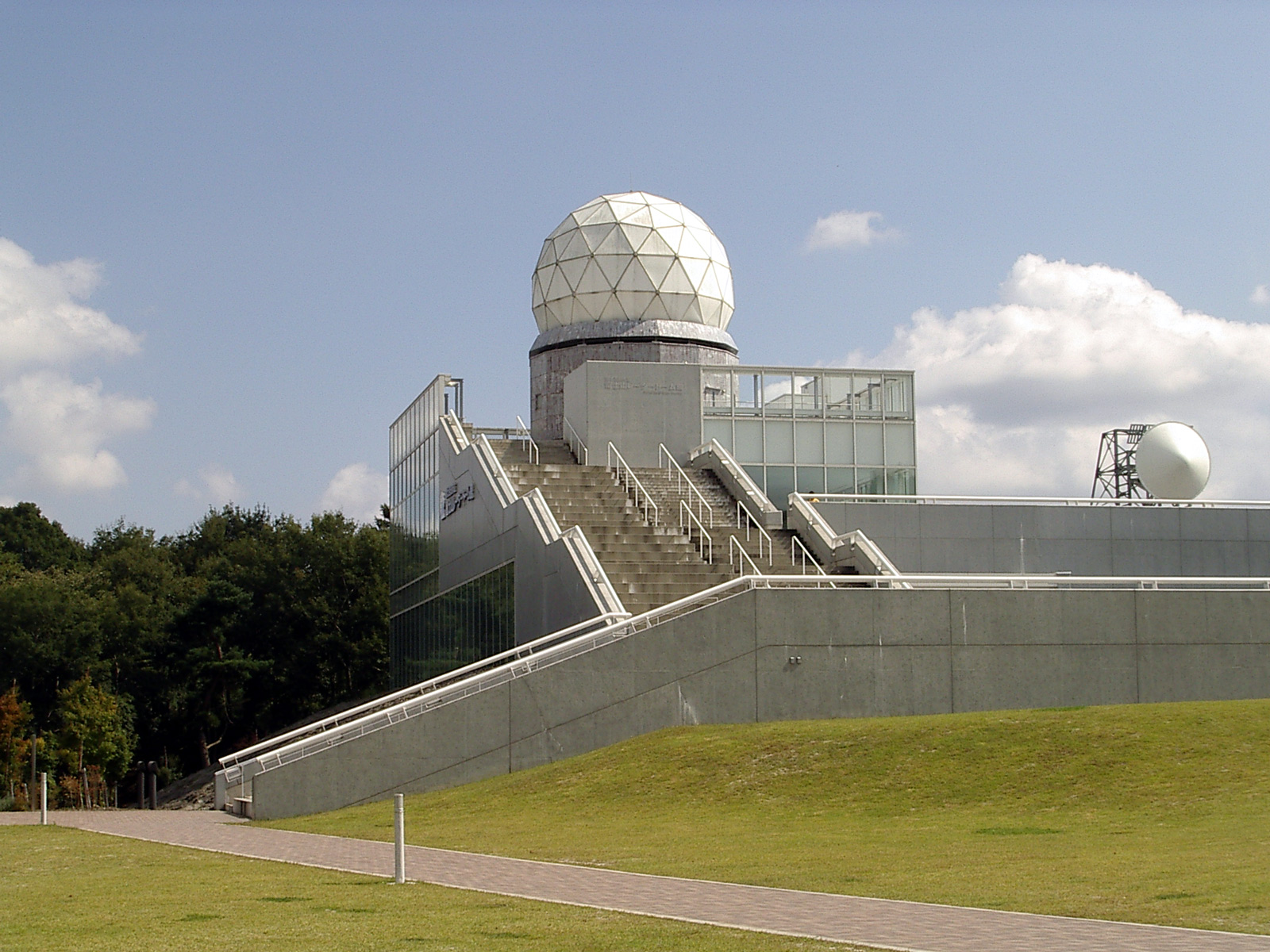
富士吉田市立富士山レーダードーム公園に移設保存されている富士山レーダー

富士山レーダー（ふじさんレーダー）は、気象庁が1964年に富士山頂の富士山測候所に設置した気象レーダーとその運用システム。1999年に運用を終了した。本事案は気象レーダー運用の電気技術史に残すべき顕著な事例として2000年3月にIEEEマイルストーンに認定された。

## 概要
1959年の伊勢湾台風では台風の接近と伊勢湾の満潮の時刻が重なったこと（異説あり）で大規模な高潮被害が発生し、死者行方不明者5,000名という大災害となった。これを受けて台風被害を予防する目的で日本本土に近づくおそれのある台風の位置を早期に探知することが社会的要請となり、気象庁が対策として気象レーダーを設置することとなった。
設置場所は全方向にわたってレーダーの電波が山岳で遮られることがないという観点から富士山頂が選定された。従来から測候所として機能していた富士山測候所にレーダー棟を増設することとなった。
工事は設置場所までの資材搬入経路の確保が格別に困難なこと、設置場所の気象条件が過酷なこと、納入機器が他に例を見ない性能であることから、気象庁は取引先選定で競争入札は機能しないと判断し、公共工事としては異例の随意契約により三菱電機と大成建設に発注した。設置費用は2億4千万円、着工は1964年5月であった。
現場の気象条件は過酷であるため、工事は難航した。資材の搬入も難題であった。レーダーの設置を請け負った三菱電機では、搬入をブルドーザー、強力（ごうりき、人力輸送のこと）、輸送用ヘリコプターの3方法を試みた。1964年8月15日にヘリコプター輸送を行い設置に成功した。最終的に、工事資材は500tを超え、そのほとんどがブルドーザー啓開道により運ばれることになった。
当時の気象庁の富士山レーダーにかける期待はきわめて高く、すでに運用されていた新潟県弥彦山や島根県三坂山の山岳レーダーで用いた5.7cm波レーダーではなく、観測エリアを広範囲にわたって確保するため、途中の雨雲等による電波減衰を防ぐ目的で異例の10cm波レーダーを用いることとした。他方、波長が長くなることによるレーダー画像の分解能低下を防ぐため、使用するアンテナを当時標準だった直径3mのものから直径5mに大型化することとしている。
この富士山レーダーができるまで世界で一番高所にあった気象用レーダーはアメリカ合衆国モンタナ州にある標高2,600mの山の山頂にあったものだったので富士山レーダーは一気に1,100m以上も世界記録を塗り替えた。レドームの白いジオデシック・ドーム構造物は、設置されていた当時は富士山頂の代表的な構造物のひとつであった。
1999年11月1日、富士山レーダーは気象衛星により台風の接近を観測できるようになったことと、代替レーダーが静岡県の牧之原台地（牧之原気象レーダー観測所）と長野県の車山（車山気象レーダー観測所）の2カ所に設置されることによりその役割を終え、運用を終了した。その本体は解体撤去され、2001年9月に富士吉田市に移設され、富士吉田市立富士山レーダードーム館として公開されている。
この気象レーダーの建設完了までの過程を特集した内容が2000年3月、NHK総合テレビのドキュメンタリー番組『プロジェクトX ～挑戦者たち～』の第1回「巨大台風から日本を守れ ～富士山頂・男たちは命をかけた～」として放映された。

## レーダードーム骨格の空輸
アンテナを保護するレドームのジオデシック・ドーム構造の骨格は、様態から開発関係者や現場工事関係者らに「鳥籠」とあだ名された。直径9mの半球状ドーム骨格でパネルを貼ったのちに風速100m/秒の冬の風に耐えられる仕様で、重量620kgであった。これを現地に搬送する際に一部を分解して運搬し山頂で組み立てることは難しく、ヘリコプターによる空輸では揚力が不足することが骨格完成後に判明し難工事の最後の障害となって立ちふさがった。最終的には揚力が不足している分だけヘリコプターのドアや座席など取り外して軽くし、最小限の燃料搭載で対応した。
この時に利用されたヘリコプターシコルスキー S-62は、晴天となった1964年8月15日の午前7時55分に富士宮市にある臨時ヘリポートを離陸。約18分後に骨格設置予定の富士山頂に到着。好天が災いし富士山頂上空は無風でホバーリングに適さず、ヘリコプターの操縦は困難を極めたが「置き逃げ（エスケープ）」と呼ぶマニューバで強行し、レーダードーム設置に成功した。

## レーダー性能諸元
1965年の運用開始時、使用波長は2.88GHz帯（10センチ波、Sバンド）で出力は1,500kW、5m径回転式パラボラアンテナ（3 - 5回転/分）の気象レーダーで最大800km先まで観測が可能だった（雨雲域は上空10,000m以下を想定）。1978年には従来の真空管方式から半導体回路に改められた2代目に更新され、1999年の運用終了まで使用された。

## 発行物
- 1965年3月10日、富士山頂気象レーダー完成記念の額面10円の記念切手が発行された。

## 富士山レーダーが登場する作品

### アニメ
合身戦隊メカンダーロボ 第1話